# نوربرت واگنر (بازیکن فوتبال)
نوربرت واگنر (انگلیسی: Norbert Wagner؛ زادهٔ ۱۲ آوریل ۱۹۶۱) بازیکن فوتبال اهل آلمان است.
از باشگاه‌هایی که در آن بازی کرده‌است می‌توان به باشگاه فوتبال نورنبرگ و باشگاه فوتبال بلاو-وایس ۹۰ برلین اشاره کرد.